# Thamnotettix satsumensis
Thamnotettix satsumensis är en insektsart som beskrevs av Matsumura 1914. Thamnotettix satsumensis ingår i släktet Thamnotettix och familjen dvärgstritar. Inga underarter finns listade i Catalogue of Life.